# Pierre-Antoine Quillard

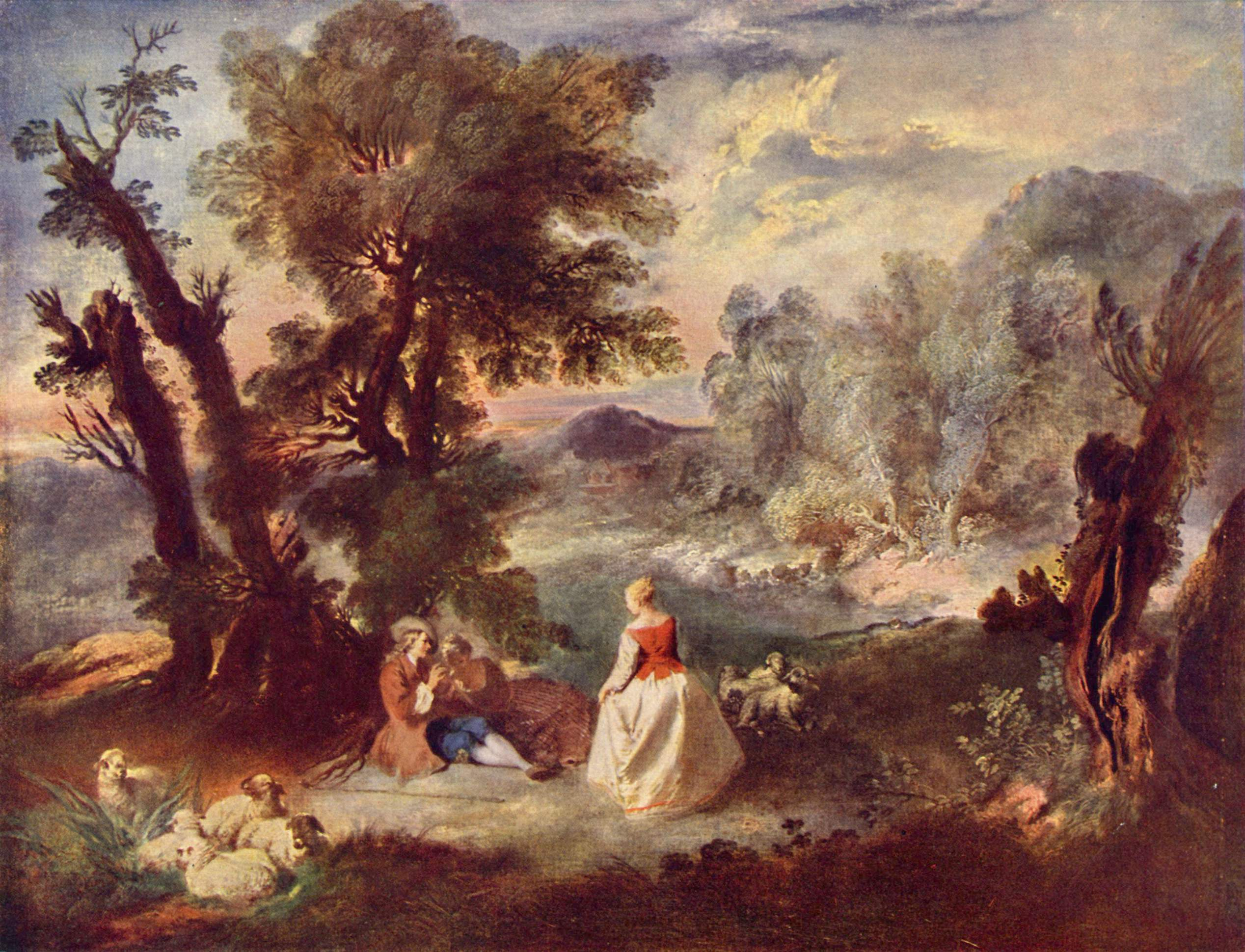
Pierre-Antoine Quillard, Scena pastoralna (ok. 1730)

Pierre-Antoine Quillard (ur. ok. 1701 w Paryżu, zm. 25 listopada 1733 w Lizbonie) – francuski malarz, rysownik i rytownik okresu rokoka, uczeń i naśladowca Antoine’a Watteau.
W 1726 przeniósł się do Portugalii, gdzie otrzymał stanowisko nauczyciela rysunku w Akademii w Lizbonie oraz odniósł duży sukces na dworze królewskim, realizując zamówienia na plafony w komnatach królewskich. Malował obrazy w stylu fêtes galantes oraz portrety i kwiaty. Pozostawał pod silnym wpływem Antoine’a Watteau.

## Wybrane dzieła
- Cztery pory roku: Wiosna (ok. 1730),  Muzeum Thyssen-Bornemisza, Madryt
- Cztery pory roku: Zima (ok. 1730),  Muzeum Thyssen-Bornemisza, Madryt
- Scena pasterska (ok. 1730),  Muzeum Sztuk Pięknych im. Puszkina w Moskwie
- Taniec wieśniaczki, Luwr, Paryż
- Wytworna scena wiejska, Musée Grobet-Labadié, Marsylia
- Wytworne towarzystwo w parku, Zbiory Pardo, Paryż